# Ağcabədi (rajón)
Ağcabədi (rusky Агджабеди – Agdžabadi) je rajón v centrální části Ázerbájdžánu.
Narodil se zde nejznámější ázerbájdžánský skladatel Uzejir Hadžibejov.

## Města a vesnice v rajónu
Sarvanlar, Kürdlər (Ağcabədi), Minəxorlu, Qaravəlli, Gələbədin, Qiyamadınlı, Avşar, Muğanlı, Şahsevən (Ağcabədi), Köyük, Təzəkənd (Ağcabədi), Xocavənd (Ağcabədi), Sadmanbəyli, Aşağı Avşar, Hindarx, İmamqulubəyli, Mirzəhaqverdili, Arasbar, Sancalı, Taynaq, Poladlı (Ağcabədi), Böyük Kəhrizli, Bala Kəhrizli, Şərəfxanli, Şotlanlı Şahmallar, Şənlik, Hüsülü, Rəncbərlər, Bilağan, Boyad, Hacılar (Ağcabədi), Qaraxanlı (Ağcabədi), Hacıbadəlli, Pərioğullar, Cəfəroğlu, Ağabəyli, Qaradolaq, Mehrablı, Kəbirli (Ağcabədi), Aran, Yeni Qaradolaq, Nəcəfqulubəyli